# 베벌리힐스 고등학교

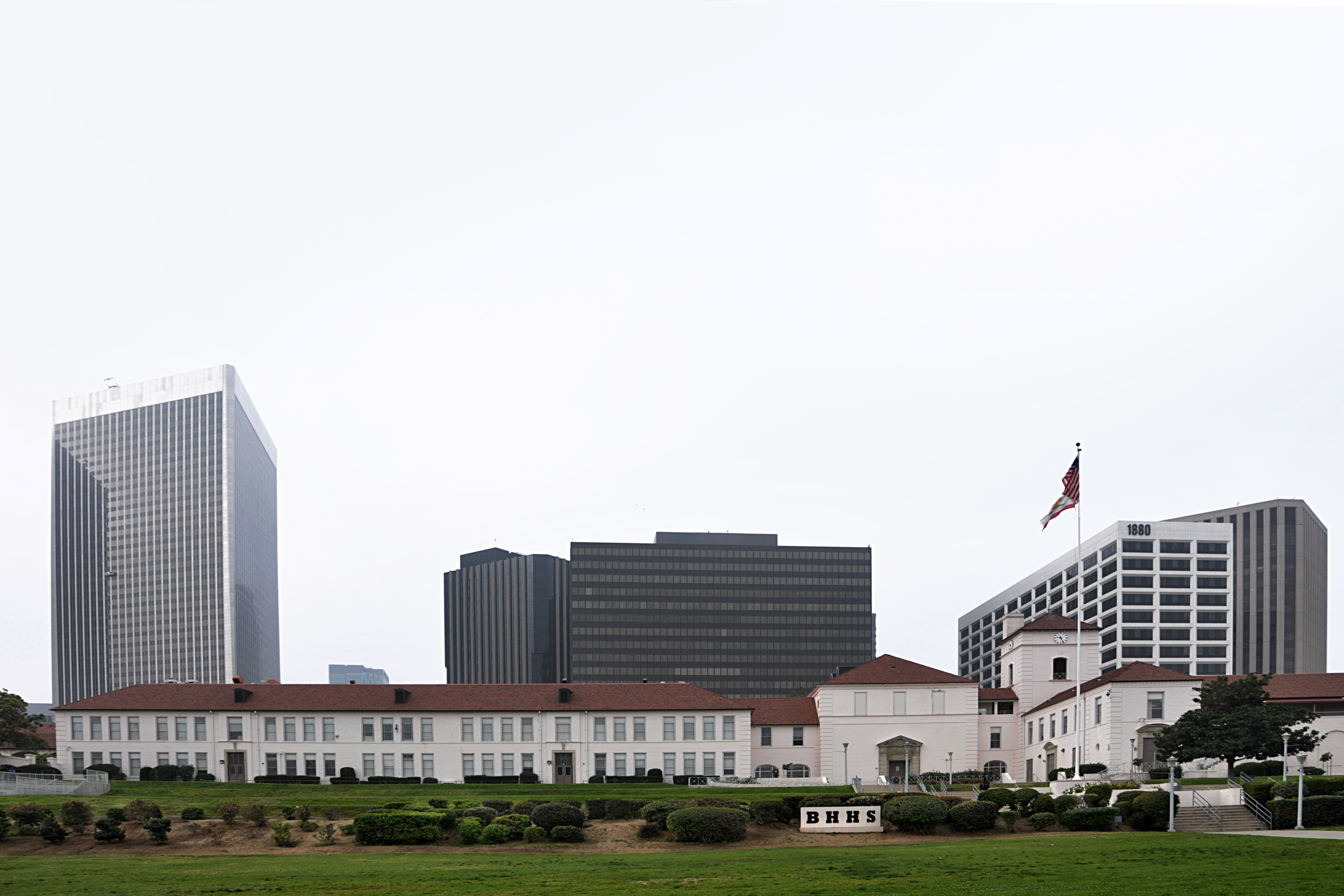

비벌리힐스 고등학교(Beverly Hills High School, BHHS)는 미국 캘리포니아주 비벌리힐스에 위치한 공립 고등학교이다. 1928년 개교하였으며 안젤리나 졸리 등 수많은 유명 연예인들이 이곳을 거쳐갔다. 2008-09학기 현재 학생수는 약 2,350명이다. 북방인(Normans)을 학교의 상징으로 삼고 있다.

## 교육 과정
비벌리힐스 고등학교를 졸업하려면 다음과 같은 조건이 요구된다.
- 영어 4년/수학(기하학,대수학 포함) 3년/사회 3년/과학(물리,생물,화학)2년/외국어(프랑스어, 스페인어, 히브리어, 중국어 중 택1)2년

여기에 학생들은 캘리포니아 주가 실시하는 캘리포니아 고등학교 졸업 시험(California High School Exit Exam, 이하 CAHSEE)도 통과해야 한다.

## 스포츠
비벌리힐스 고등학교는 미식축구, 배구, 골프, 수구, 크로스컨트리, 테니스, 농구, 축구, 레슬링, 야구, 소프트볼, 육상, 라크로스, 수영 등 총 13개의 스포츠단을 운영하고 있다. 비벌리힐스 고등학교는 과거의 뛰어난 체육인 졸업생들을 기리기 위해서 2008년부터 명예의 전당을 새로 만들었으며, 그해 5명이 헌액되었다.

## 학생 분포
비벌리힐스 고등학교의 학생은 인종별로 다음과 같이 구성된다.
- 백인 69%
- 아시아인 19%
- 흑인 5%
- 히스패닉 4%

이 밖에도 이란인들이 거의 백인들과 비슷한 수준으로 있는데, 이들은 1979년 이란 혁명 당시 미국으로 망명온 자들의 후손이라고 한다. 최근에는 유대인, 프랑스인, 러시아인 등도 많이 재학 중이다.